# ヘリオス2
ヘリオス2（Helios 2）はフランスの偵察衛星。ヘリオス2Aとヘリオス2Bの2機が存在し、それぞれ2004年12月18日と2009年12月18日にフランス領ギアナからアリアン5によって打ち上げられた。この2機の衛星は同一設計であり、地上解像度はおよそ30cm。